# Uluguroscia vandammei
Uluguroscia vandammei es una especie de crustáceo isópodo terrestre de la familia Philosciidae.

## Distribución geográfica
Es endémica de Abd al Kuri (archipiélago de Socotra).